# Kunstgalerie van het Narva-museum
De Kunstgalerie van het Narva-museum (Estisch:Narva Muuseumi kunstigalerii) is een kunstmuseum in de Estische stad Narva die beheerd wordt door het Narva-museum. Het museum bevindt zich in een pakhuis uit 1777. In 1991 opende het museum. 

## Collectie
De permanente expositie Life or Karma? Narva Stories laat ruim 200 kunstwerken uit de collectie zien van de barok tot aan de hedendaagse tijd. Een speciale iconenkamer in het museum bevat een grote collectie iconen van de 17e eeuw tot aan de 20e eeuw.  Het museum heeft ook een groot schaalmodel van de oude binnenstad van Narva voor de Tweede Wereldoorlog, gemaakt door Fedor Shantsyn.
Hermansburcht · Kunstgalerie